# Как приручить дракона
«Как приручи́ть драко́на» (англ. How to Train Your Dragon) — полнометражный анимационный фильм производства студии «DreamWorks Animation», премьера которого состоялась в России 18 марта 2010 года в форматах 2D, 3D и IMAX 3D. Мультфильм снят режиссёрами Крисом Сандерсом и Дином Деблуа по мотивам одноимённой серии книг британской детской писательницы Крессиды Коуэлл.
Мультфильм повествует о дружбе мальчика и дракона, благодаря которой непримиримые враги — викинги и драконы — находят общий язык и становятся друзьями. Эта анимационная лента была номинирована на премию Академии кинематографических искусств и наук «Оскар».
За полгода проката кассовые сборы фильма составили почти полмиллиарда долларов. Критики дали фильму практически одни положительные отзывы, отметив высокое качество исполнения визуальных эффектов и особо представленную трогательность отношений между персонажами. Вскоре вышли 4 короткометражных мультфильма. Первые три — «Легенда о Костоломе», «Книга драконов» и «Подарок Ночной Фурии» являются приквелом к мультсериалу «Драконы и всадники Олуха», вышедшему в 2012 году. А короткометражка «Гонки Бесстрашных» является приквелом ко второму фильму.

## Сюжет
Семь поколений викингов выросло на острове Олух. Спокойно жить им мешали вредители — драконы. Они сжигали дома, уносили скот и продукты. Но всё изменило приключение, случившееся с сыном вождя племени.

Дракон Беззубик и молодой викинг Иккинг — два главных персонажа фильма

15-летний викинг-подросток по имени Иккинг не походил на других викингов ни мощью тела, ни способностями к убийству драконов. Однако он был уверен, что как только уничтожит одну из рептилий, его жизнь наладится. Однажды ночью драконы совершают очередной налёт на деревню. Иккинг, не послушав отца, принимает участие в защите деревни. Во время битвы он с помощью хитроумной ловушки-катапульты собственного изобретения пытается поймать одного из драконов — Ночную Фурию, самого таинственного вида драконов. Мальчик сбивает его и выслеживает в лесу, но не находит в себе мужества добить беспомощное животное (или пожалел его). Иккинг освобождает дракона, разрезав верёвки. Однако дракон набрасывается на мальчика, оглушает его рёвом и, не причинив вреда, скрывается за деревьями.
Вечером того же дня отец Иккинга — вождь племени по имени Стоик — сообщает сыну, что уходит в очередное плавание на поиски логова драконов. В его отсутствие Иккинг должен учиться и тренироваться на арене вместе с другими ребятами. Победитель получит право убить своего первого дракона. Первая тренировка проходит неудачно — Иккинг едва не поджаривается огненным дыханием дракона. После тренировки, бродя по лесу, он наталкивается на скрытую в скалах долину, где обнаруживает отпущенную им Ночную Фурию. Из-за травмы хвоста, полученной при падении, дракон не может летать самостоятельно.
На следующий день Иккинг возвращается в долину с рыбой для дракона. Фурия с опаской подкрадывается и берёт угощение. Мальчику кажется, что у дракона нет зубов (которые на самом деле были спрятаны в дёснах). Так у Ночной Фурии появилось новое имя — Беззубик. Однажды услышав от наставника, что дракон, который не может взлететь — обречён, Иккинг создаёт протез для хвоста, и вместе с Беззубиком они пытаются летать. Со временем мальчик и дракон сдруживаются и, за время, проведённое с новым «братцем», Иккинг узнаёт много нового о драконах. С помощью маленьких хитростей он научился усмирять самых страшных и опасных из них. Это помогает ему в тренировках на арене, где он в результате превосходит всех остальных воинственных детей.
Экспедиция Стоика не увенчивается успехом — логово драконов найти не удалось. Впрочем, успехи сына затмили неудачу. Иккинг побеждает в финальном состязании и получает право на глазах у всего племени убить дракона. Никакой радости такая перспектива ему не приносит, и вместо этого он решает покинуть остров вместе с драконом. Однако за ним следит девушка по имени Астрид, его товарищ по учёбе. Она обнаруживает Беззубика и пытается сбежать за помощью в деревню. Однако Иккинг, верхом на Беззубике догоняет её, хватает и относит на верхушку дерева, а затем, чтобы убедить девушку в безобидности Беззубика, уговаривает её полетать вместе с ним на драконе. Иккинг хотел просто выполнить её просьбу (больше похожую на требование) и опустить на землю, однако у его крылатого друга было своё мнение на этот счет. Проведя несколько эффектных и пугающих манёвров, Беззубик добивается от Астрид практически слёзного извинения для Иккинга, после чего он меняет темп полёта и устраивает многочасовую романтическую прогулку в облаках. Это воздушное путешествие полностью меняет мнение Астрид о драконах, в частности о Беззубике, в положительную сторону.
В конце полёта Беззубик присоединяется к стае драконов, которые несли добычу в логово — огромную пещеру на Острове драконов. Оказалось, что еду они воруют не для себя: им приходится кормить Красную Смерть — живущего в пещере гигантского дракона, который с лёгкостью может съесть их самих. Ребята чудом избегают встречи с ним. Вернувшись домой, Астрид предлагает немедленно сообщить об увиденном, однако Иккинг просит подождать, пока он что-нибудь придумает — иначе викинги не пощадят Беззубика.
На арене Иккинг решает показать, что с драконом можно справиться и без помощи оружия. Он почти было усмиряет одного из самых страшных драконов, однако резкий звук, который издал вождь, пугает животное, и оно бросается на мальчика. Беззубик, почуяв опасность, грозящую другу, врывается на арену и спасает Иккинга, однако его самого берут в плен. Стоик, узнав от сына о существовании логова, приказывает спускать корабли на воду. Используя Беззубика, закованного в кандалы, как невольного проводника, флотилия достигает Острова драконов и совершает высадку. Пробив катапультами скалу, викинги готовятся к битве, но драконы сразу же улетают прочь. Во всеобщем временном ликовании только некоторые, в том числе вождь, начинают подозревать подвох, но было уже поздно. Огромный дракон выламывает скалу и, получив свободу, первым делом сжигает дотла корабли, отрезав викингам путь к отступлению.
Викинги не могут справиться с гигантским драконом и готовятся принять верную смерть в последнем бою. Однако на помощь приходят ребята: Иккинг, Астрид и их друзья по тренировкам прилетают в решающий момент верхом на драконах, с которыми они раньше боролись на арене, а теперь, благодаря Иккингу, находят общий язык. В схватке Беззубик и Иккинг уничтожают общего врага — огромного дракона Красную Смерть, однако в бою юный герой лишается ноги; тем не менее его спасает Беззубик. После этого, Иккинг приобретает, подобно своему другу, протез, вместо ноги. Очнувшись уже в родной деревне, Иккинг обнаруживает, что люди и драконы живут вместе в мире.

## Персонажи
- Иккинг (англ. Hiccup, полное имя — Иккинг Кровожадный Карасик III, англ. Hiccup Horrendous Haddock III; в чешском дубляже — Янек (чеш. Janek)) — сын могучего вождя племени викингов Стоика Обширного. Родился преждевременно, и поэтому в противоположность родителям и остальным викингам, он слаб физически и воин из него никудышный. Но он умён и, несмотря на тщедушный вид, умеет справляться со страхом. Иккинг — прирождённый изобретатель, конструктор и хороший мастер. Отец желает видеть Иккинга великим воином — победителем драконов, но хилый подросток не оправдывает его ожиданий. В конце его ждёт слава, которую принесёт ему дракон Беззубик и нестандартный подход к драконам.
- Стоик Обширный (англ. Stoick the Vast) — вождь племени викингов, могучий мужчина с великолепной рыжей бородой. Всю жизнь он провёл в плаваниях по холодным морям и сражениях с драконами. Стоик — воин «старой школы», а потому не в восторге от мирного характера своего наследника. Пытаясь изменить нрав сына и вырастить из него «настоящего» викинга, Стоик отправляет Иккинга на курсы укрощения драконов, где юных воинов готовят к нелёгкой доле охотников на драконов.
- Плевака (англ. Gobber) — кузнец, в ученичестве у которого пребывает Иккинг. Потеряв левую руку и правую ногу, этот ворчливый воин ни на каплю не утратил боевой опыт, а потому назначен также и руководителем Курсами Укрощения Драконов. К Иккингу относится очень тепло, хотя нередко подшучивает над ним. Сын вождя даже делится с Плевакой своими горестями.
- Астрид (англ. Astrid) — бойкая, энергичная, боевая и красивая девушка, в которую тайно влюблён Иккинг. Астрид — само воплощение духа викингов. Обладает неукротимым и независимым нравом, который она может без труда смягчить по отношению к друзьям, в особенности к Иккингу. Когда на тренировках Иккинг успешно укрощает драконов новым способом, не похожим на тот, к которому привыкли в племени, Астрид завидует ему.
- Сморкала (англ. Snotlout) — сильный и ловкий, но глуповатый парень. В деревне, «где есть место только сильным!», он чувствует себя в своей тарелке. Пытается ухаживать за Астрид.
- Рыбьеног (англ. Fishlegs) — толстяк. Он добродушен и простоват. При этом любознателен и обладает превосходной памятью. Например, знает характеристики и возможности всех драконов.
- Забияка и Задирака (англ. Ruffnut and Tuffnut) — близнецы, сестра и брат. Вспыльчивы и драчливы. Постоянно спорят друг с другом, больше чем битьё шлемами любят только всевозможные разрушения[6].

## Создание мультфильма
Продюсер
Бонни Арнольд
Режиссёры/сценарий
Крис Сандерс
Дин Деблуа
Сопродюсеры
Майкл А. Коннолли
Даг Дэвисон
Карен Фостер
Рой Ли
Исполнительные
продюсеры
Кристин Белсон
Тим Джонсон
Сценаристы
Крессида Коуэлл
Уильям Дэвис
Художники
Кэти Алтери
Пьер-Оливье Винсент
Монтаж
Марианн Брэндон
Даррен Т. Холмс
В 2004 году творческое руководство «DreamWorks Animation» обратило внимание на серию книг Крессиды Коуэлл. Имея хорошую репутацию находить перспективные произведения и делать из них успешные проекты, они сразу же заметили потенциал истории о приключениях Иккинга. Помощник директора анимационной студии Билл Дамаш предложил продюсеру Бонни Арнольд, показавшей свой профессионализм в работе над мультфильмом «Лесная братва» (2006), участвовать в одном из новых проектов студии. Бонни стала работать в проекте «Как приручить дракона». Основной её задачей стало адаптировать книгу под полнометражный фильм, создать грандиозное зрелище с захватывающими приключениями и интересными персонажами. В отличие от предыдущих фильмов главным героем является подросток, а не взрослый или животное. Новое направление студии продолжил и юмор: если раньше ставился акцент на современные шутки и сатиру, то в новой работе комедийные ситуации достигаются путём взаимодействия Иккинга с драконами и соплеменниками.
Для воплощения идеи в жизнь была подобрана профессиональная команда. На место режиссёра был приглашён Питер Гастингс, а сценаристами стали Адам Ф. Голдберт и Питер Толан. После нескольких месяцев работы от их услуг отказались: руководству показалось, что написанный сценарий рассчитан на очень узкую аудиторию, в основном детскую. Гастингса в кресле режиссёра заменил Крис Сандерс, которому история Иккинга мгновенно понравилась: «Я давно мечтал о фильме, где описывались бы полёты каких-нибудь существ, поэтому, прочитав первую версию, я подумал: »Боже мой, мы собираемся создать то, чего ещё не было«». Он же по совместительству занял должность и сценариста. Вторым режиссёром и сценаристом стал Дин Деблуа, ранее работавший вместе с Крисом над мультфильмами «Лило и Стич» и «Мулан».
С назначением новых руководителей проекта пришла и новая идея — действие мультфильма сдвинуть на несколько лет назад, когда ещё драконы не были приручены викингами. Бонни Арнольд считает решение — серьёзно отойти от событий в книге — ключевым моментом рождения новой истории. Крис Сандерс называет мультфильм практически приквелом к оригинальному изданию — если в мультфильме драконы живут сами по себе, то в произведении их легко с помощью громкого крика можно приручить, в основном драконов используют как охотников. Например, в романе присутствуют следующие отличия от фильма: у драконов есть свой язык, который понимает Иккинг; нет персонажа Астрид; Рыбьеног не толстяк, а тощий мальчишка; Беззубик очень маленький дракон и у него действительно нет зубов; мать Иккинга здравствует; Пособие по приручению дракона состоит всего из одного листа. При написании сценария Дин и Крис вместе намечали сюжет, а далее делили сцены между собой, и каждый отдельно работал над ними. По их словам, после зачитывания друг другу своих сцен у авторов никогда не возникало разногласий. Бонни Арнольд считает, что совместная работа над прошлыми проектами оказала благотворное влияние и на этот.

### Художественные особенности

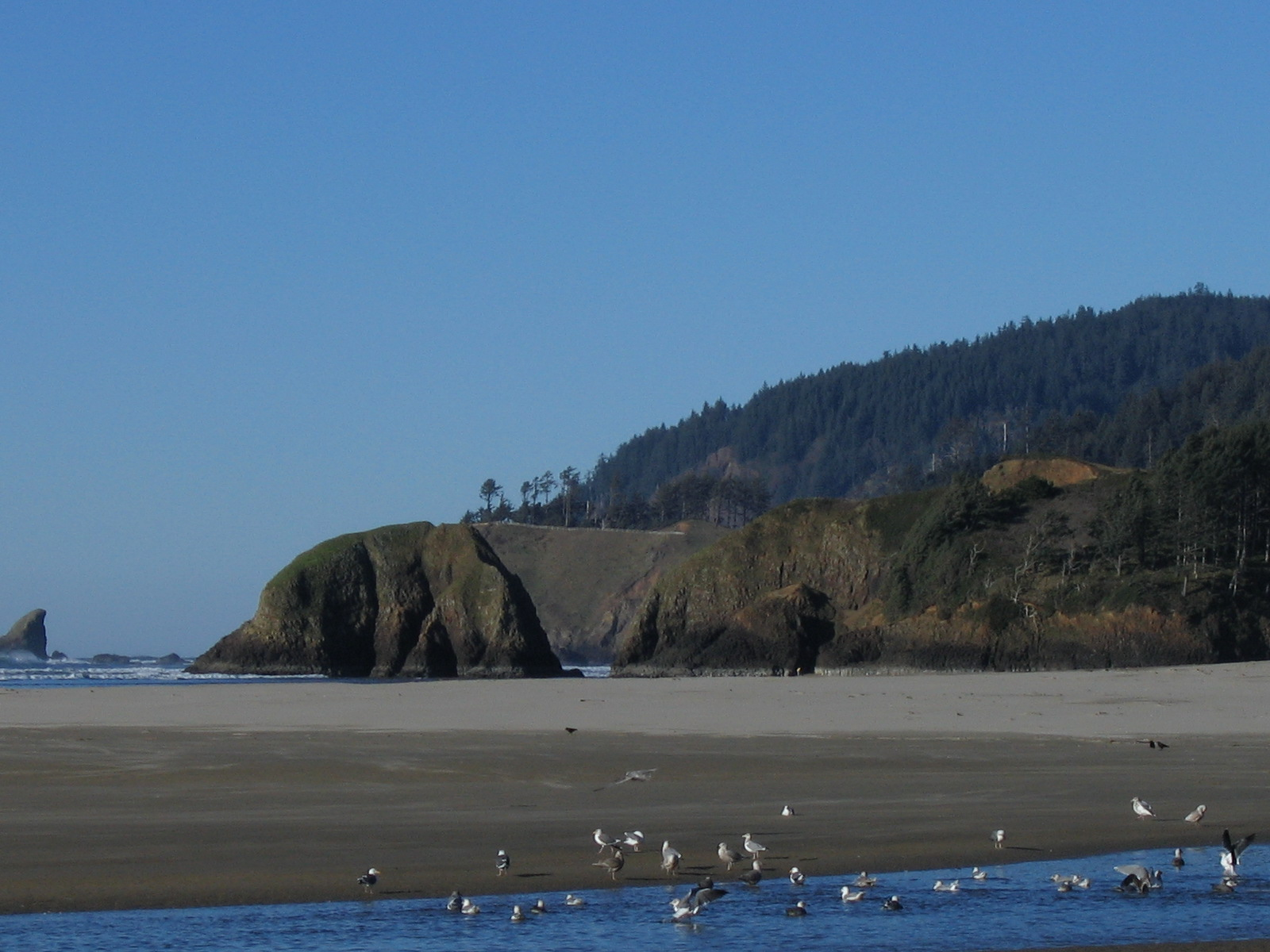
Прообразами пейзажей и местности в мультфильме стали пляжи запада США.
(На изображении Кэннон-Бич, штат Орегон)

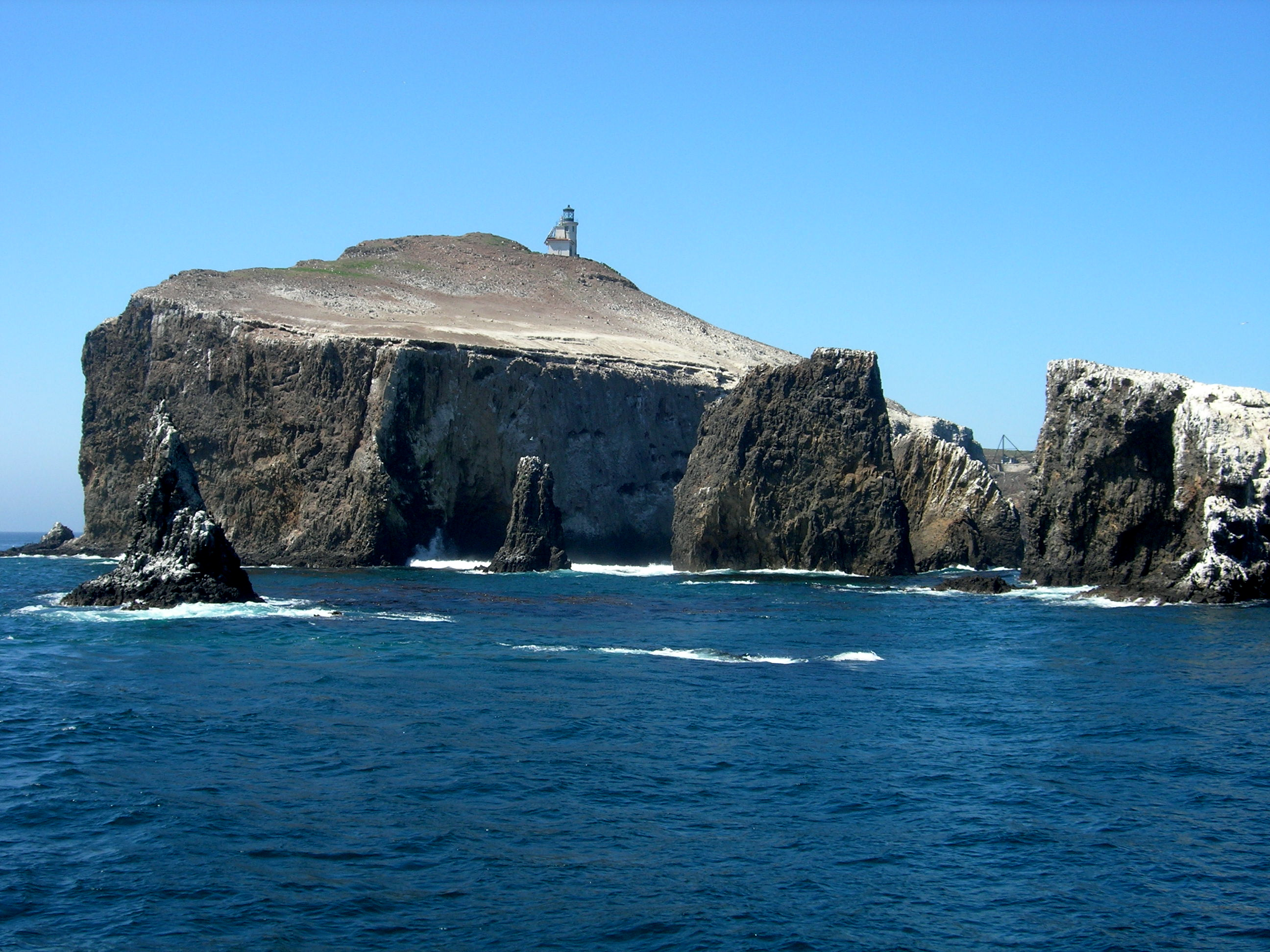
Художников также вдохновил остров Анакапа возле берегов Калифорнии.

Над созданием мира мультфильма работали арт-директор Пьер-Оливье Винсент и художник-постановщик Кети Алтери. Идея вулканического острова драконов, по их словам, стала логическим выводом из множества мифов, в которых драконы всегда связаны с лавой, пожарами и огненно-адскими местами. Они со своей командой планировали посетить Исландию, но дело было зимой, и создателям пришлось проводить натурные съёмки на побережье Тихого океана в штате Орегон. Особенно полезными для них оказался пляж Кэннон-Бич и остров Анакапа близ берегов Калифорнии. Живописные пейзажи, вулканические породы, нагромождённые в океане, тёмные пляжи, чёрные тяжёлые скалы — всё это использовалось при создании острова драконов. Остров Олух, где живут викинги, получился загадочным и удивительным. Это целый аттракцион для зрителя: скалы, арки, вулкан, декор с присутствующими драконами, статуи, оборонительные сооружения — всё придаёт деревне необычность и увлекательность. С характерным «северным светом» помог Дин Деблуа, который ранее несколько раз бывал в Исландии.
Руководитель отдела работы над персонажами Деймон Кроу отметил уникальность проекта количеством визуализированного меха и меховых изделий, встречающихся в мультфильме. У многих героев есть борода, у каждого присутствует меховой элемент в одежде. А моделирование взаимодействия меха с окружающими предметами, например, бороды с одеждой, оказалось одной из самых сложных задач. У студии уже был опыт в этом при работе над «Шрек 2», а в «Как приручить дракона» они пошли ещё дальше для достижения большей правдоподобности. Режиссёры решили, что реалистичность мира станет коньком мультфильма, дизайнеры сразу же ухватились за это. В итоге получились особенно реалистично изображённые, например, морской прибой, туман в лесу, деревянные дома. Жилища викингов, по задумке Кэти Алтери, подчёркивают характер, мощь и дух племени: дома огромны, предметы массивны, сделаны на века.
По вопросам светотеневого рисунка к работе был привлечён оператор Роджер Дикинс, работавший ранее над «О, где же ты, брат?» и «Старикам тут не место». Именно благодаря ему в мультфильме реалистично передано освещение, движение камеры и панорамные обзоры. Для имитации киносъёмки старались сделать полную темноту в тенях и пересветы на свету. Дикинс также использовал простые приёмы использования точечного источника света при создании освещения трёхмерных сцен (например, свечи в домах).
Обилие огнедышащих драконов предполагало множество сцен с различными типами огня. Были приглашены лучшие специалисты компании из Глендейл и Редвуд-Сити, нанят пиротехник, который должен быть показать, как в реальном мире выглядит то, что они задумали. Целый день он делал различные взрывы: создавал то красный огонь, то голубой, устраивал пожар либо имитировал взрыв стекла и т. п. Высокоскоростные камеры со скоростью 400—1000 кадров в секунду всё это записывали. Оцифрованные стерео-записи стали важным ресурсом для дальнейшей работы над эффектами в мультфильме. Режиссёры вспоминали, что, когда они впервые смотрели законченную сцену взрыва гигантского дракона, то восторгались, как малые дети.
В мультфильме присутствует эпизод с аллюзией на эпическую поэму Беовульф: когда Забияка и Задира дразнят огромного дракона-матку, Забияка называет того невестой Гренделя (англ. bride of Grendel).

### Работа над персонажами
По словам создателей мультфильма, при разработке персонажей обычно возникают проблемы, связанные с одеждой, растительностью на лице, движениями лицевых мускулов. Эти трудности оказались актуальными и для данного мультфильма. Ведь викинги живут на севере, даже летом там прохладно, отсюда и многослойные одежды — непростая задача для аниматоров. Сложности можно рассмотреть на примере вождя Стоика: его одеяние состоит из нескольких слоёв шкур, а борода закрывает часть лица, что ставило вопрос — как показать эмоции викинга. Для этого VFX супервайзер Крейг Ринг с командой изучили персонажа «Властелина колец» гнома Гимли и других бородачей, что помогло им найти взаимосвязь между выражением глаз и движениями усов. Движение же бороды управлялось около рта движениями лицевых мышц, а дальше по длине с помощью динамической симуляции, которая отражалась и на одежде. У студии уже были некоторые готовые решения для анимации одежды. При производстве «Шрека» использовалась программа Maya Cloth, но для нового мультфильма решили применить Syflex. Крейг Ринг рассказывает, что, не придумывая ничего нового, они просто внимательно проработали вопрос движения всех слоёв одежды. Первый слой анимировался вручную, а последующие реагировали на его движения.
Лица персонажей, как людей, так и драконов, оживлялись программой «Rig», разработанной программистом студии Диком Уолшем. Основанная на анатомии человеческого лица, она обладала специальными расширениями, позволявшими аниматорам вести работу над движениями мультипликационных драконов. Испытав два варианта получения движения лица, смешанные формы и мускулатурные риги, остановились на втором, который дал более точные реалистичные результаты. Отдельные выражения эмоций, например, ухмылка либо улыбка, управлялись разными ригами, чтобы можно было вносить поправки с наименьшими затратами времени. Потом вся система подгонялась к персонажу, всё это занимало 8-10 недель.
Оживление самих драконов заняло больше времени. Для них создавалось в 4 раза больше ригов. Причиной тому явилось наличие у них хвостов, языков, крыльев, разных типов морд, которые тоже должны были выражать эмоции. В мультфильме пять основных видов драконов, они разные, но для большей уникальности для каждого из них придумали свой огонь. Например, у пристеголова одна голова выдыхала газ, а другая поджигала его.
Крейг Ринг рассказал, что огонь их анимированных драконов не такой, как в художественном кинематографе, в котором для получения огненного вихря используют газ пропан. На компьютере реально смоделировать вихрь, полученный от сгорания жидкого топлива. Визуально эти два вида огня выглядят по-разному, только жидкотопливный вихрь не рекомендуется использовать при съёмках реальных фильмов с точки зрения пожарной безопасности. Жидкое топливо не успевает догореть до конца полёта из форсунок и попадает на декорации, поджигая их. Газ сгорает одновременно по всему объёму распространения.
| Драконы                                                   | Наездник           | Особенности |
| --------------------------------------------------------- | ------------------ | --- |
| Ночная Фурия (Беззубик) / Night Fury (Toothless)          | Иккинг             | Самый быстрый и умный дракон. Его огненное дыхание необычно даже для дракона: раскалённые сгустки очень плотной массы, окутанные кислородно-ацетиленовым пламенем, взрывающиеся при ударе о цель. Также он может выдыхать луч синего пламени (обычно подогревая себе место для сна), что так же необычно. При стрельбе огнём никогда не промахивается. Может регулировать силу и даже дальность выстрела. В начале фильма он шутя разнёс целую катапульту с довольно большого расстояния, а в середине «слегка» поджарил Жуткую Жуть, воровавшую у него рыбу. |
| Злобный змеевик (Громгильда) / Deadly Nadder              | Астрид             | Внешне очень красив. Хвостом может метать острые и (возможно) ядовитые шипы, а огнём плавить сталь. Пламя змеевика считается самым горячим из всех драконов. |
| Громмель (Сарделька) / Gronckle                           | Рыбьеног           | Большая голова, короткое туловище и внушительная «булава» на хвосте. Имеет самые маленькие среди всех драконов крылья (относительно тела), и очень быстро машет ими, наподобие колибри или шмеля. Медленный, но манёвренный. Изрыгает шары раскалённой лавы. Питается камнями. |
| Ужасное Чудовище (Кривоклык) / Monstrous Nightmare        | Сморкала           | Сильный и быстрый дракон, воспламеняется и имеет броню. Покрыт красной чешуёй. Самовоспламеняются, выделяя из пор керосин, а за тем поджигая огненным дыханием. |
| Кошмарный пристеголов (Барс и Вепрь) / Hideous Zippleback | Задирака и Забияка | Необычный дракон зелёного цвета с двумя головами: одна голова выдыхает газ, а другая поджигает его искрами. |
| Жуткая жуть / Terrible Terror                             | Старейшина         | Из-за своих маленьких размеров летают стайками. Встречаются особи самых разных цветов. |
| Красная Смерть / Red Death                                | Нет                | Гигантский дракон длиной свыше 100 метров, главный антагонист мультфильма. Заставляет драконов носить ей добычу, съедая вернувшихся ни с чем. |

### 3D
Согласно курсу студии, все новые фильмы выпускаются в формате 3D. На примере мультфильма «Как приручить дракона» легко различим прогресс, связанный с последними техническими достижениями в области стереоскопического кино, что значительно расширило диапазон творческой мысли и художественного исполнения. Результаты таких достижений можно наблюдать, например, в сценах, содержащих одновременно несколько драконов, и в высоком уровне прорисовки персонажей в этот момент.
При работе над мультфильмом было использовано оборудование с многоядерными процессорами от Intel. Для обеспечения максимальной производительности применялись мощные рабочие станции HP Z800, они оказались в 2 раза быстрее ранее используемых машин на студии. По сравнению с первым «Шреком», когда было использовано 6 терабайт данных, для визуализации которых понадобилось 5 млн часов, то в «Как приручить дракона» уже понадобилось 50 млн часов рендеринга 100 терабайт данных. Конвертацией были беспрерывно заняты 10000 ядер в течение 28 недель.
Крис Сандерс признался, что на начальной стадии он не верил в большой 3D фильм: «Невозможно было ошибиться более». К его удивлению, оказалось, что именно 3D-формат позволил придать полётам полную убедительность. Примером тому может служить полёт Беззубика и Иккинга сквозь лабиринт скал. Режиссёр же полагал, что многие сцены просто созданы для 3D. «3D — не просто рекламный трюк, а возможность дать зрителю быть рядом, сопереживать героям и вместе с ними насладиться захватывающими приключениями», — отмечает Дин Деблуа. Доказательность их суждениям придаёт полученная на 67-м Венецианском кинофестивале вместе с фильмом «Аватар» премия «Persol 3D» — показатель творческого применения технологии 3D в фильме.

### Подбор актёров
Оригинал:
- Джей Барушель — Иккинг
- Крейг Фергюсон — Плевака
- Джерард Батлер — Стоик
- Америка Феррера — Астрид
- Джона Хилл — Сморкала
- Кристофер Минц-Плассе — Рыбьеног
- ТиДжей Миллер — Задирака
- Кристен Уиг — Забияка

Джеффри Катценберг и продюсер Бонни Арнольд утвердили на роль Иккинга Джея Барушеля, когда тот снимался в фильме «Солдаты неудачи» на Гавайях, ещё до прихода основных режиссёров, поэтому сначала актёр тренировал голос, делая его более детским, но после того, как был переписан сценарий и Иккинг повзрослел, отпала необходимость изменять голос. Джей Барушель старался выразить особенности нестандартного характера Иккинга: с одной стороны он — источник неприятностей для окружающих, с другой — его пытливый ум и способность принимать нестандартные решения сыграли важную роль в дальнейшем. Дин Деблуа отметил, что Джей сам воплощает в себе многие черты Иккинга, поэтому игра у него получилась очень искренней, он чувствовал и переживал за своего героя. Говоря о своём герое, Барушель сравнивает его историю, называя её классической, с ситуацией в средней школе, считает, что это дельное послание детям: будьте теми, кто вы есть. В основном запись для него проходила в одиночестве, в студии, находящейся в 10 минутах от его дома в Монреале, но несколько раз он работал вместе с Джерардом Батлером.

Актёры, озвучившие персонажей (слева направо)
Джона Хилл, Крейг Фергюсон, Джей Барушель, Джерард Батлер, ТиДжей Миллер, Америка Феррера

Увидев Джерарда Батлера в роли царя в фильме «300 спартанцев», продюсеры решили заполучить его для озвучивания вождя племени Стоика. Когда Крис Сандерс и Дин Деблуа стали у руля проекта, Джерард сообщил им, что у него имеются кое-какие идеи относительно своего персонажа. Режиссёры заинтересовались и в телефонном режиме обсудили с актёром Стоика. Одним из предложений было наделить вождя более мягким характером. Так, например, остановились на его отношениях с сыном — он очень любит своего сына, но скрывает не из-за стыда, а из-за боязни потерять его. После окончания записи Джерард, неудовлетворённый слабостью своего шотландского акцента, вернулся и перезаписал около 80 % своего материала.
Получилось так, что отец главного героя говорит с шотландским акцентом, поэтому все остальные взрослые герои обрели этот акцент. Плеваку, наставника Иккинга, озвучил известный телеведущий Крейг Фергюсон. Он давний друг Джерарда Батлера, с которым познакомился в университете Глазго в 1980-х годах. Озвученные ими персонажи тоже старинные друзья. Говоря о фильме, Крейг сказал, что видит параллели между историей Иккинга и человеческими страхами, без преодоления которых можно всю жизнь находиться в неведении и самообмане.
В оригинальном произведении не было персонажа девушки Астрид, но при обсуждении фильма было решено ввести сильного женского героя. Астрид — как раз такой характер, она лучшая среди подростков Олуха. Её озвучила Америка Феррера. «Обладая сильным голосом, она прекрасно справилась с ролью, — говорит Бонни Арнольд. — Если вначале Астрид была грубовата и твёрда при обращении с Иккингом, то, узнав его получше, изменилась в лучшую сторону».
Рыбьеног — самый крупный из подростков, но он робок, не совсем уверен в себе и не знает своей реальной силы. Чтобы подчеркнуть характер, нужно было найти отличный от его размеров голос, который оказался у Кристофера Минц-Плассе. Крис Сандерс сказал, что именно тихий и скрипучий голос Кристофера создал необходимый контраст. Сам же молодой актёр сообщил, что не знал этого, но если по его словам он выполнил свою работу правильно, то получилось смешно и убедительно.

## Музыка в мультфильме
- «Did Anybody See That»
- «War Room»
- «Offering»
- «Teamwork»
- «Charming The Zippleback»
- «Astrid Finds Toothless»
- «You're Not A Viking»
- «Relax — Stroke Hell»
- «Intro»

Композитор фильма — Джон Пауэлл. Саундтрек был выпущен 23 марта 2010 года. Основные темы можно проследить по следующим композициям: в «This is Berk» — тема свободы и волнение полётов; в «Romantic Flight» — романтическая идея, а мистичность драконов отображают «The Dragon Book» и «Dragon’s Den». Режиссёры высоко оценили работу композитора, отмечая преданность и профессионализм в своём деле. Когда оркестр впервые исполнял написанную музыку, Джон, имея превосходный слух, продолжал корректировать ноты. Джон Пауэлл в интервью перед «Оскаром» рассказал, что руководители проекта требовали глубины, размаха, эмоций, чтобы чувствовалось музыкальное наследие северных народов, так что основной вдохновляющей музыкой для него стала музыка финского композитора Яна Сибелиуса, датского композитора Карла Нильсена и норвежского композитора Эдварда Грига.
Во время финальных титров звучит песня, написанная и исполненная Йоун Тоур Биргиссоном, вокалистом и гитаристом исландской пост-рок-группы Sigur Rós. Интересно, что в 2007 году один из режиссёров мультфильма «Как приручить дракона», Дин Деблуа, был и режиссёром съёмок турне (названное «Хейма») группы Sigur Rós. И музыка, и песня номинировались на награды премии «World Soundtrack Academy». Джон Пауэлл — в номинации «Кинокомпозитор года», а Йоун Тоур Биргиссон — в номинации «За лучшую песню, написанную к фильму». Оба уступили победителям Александру Деспла и дуэту Райану Бингхэма & Ти Боун Бёрнета соответственно. Известно также о попадании песни Биргиссона в лонг-лист премии Оскар.
| № трека | Название                     | Время | Описание                                                                |
| ------- | ---------------------------- | ----- | ----------------------------------------------------------------------- |
| 1       | «This Is Berk»               | 4:10  | Знакомство с островом и персонажами во время нападения драконов         |
| 2       | «Dragon Battle»              | 1:55  | Немного узнаём о видах                                                  |
| 3       | «The Downed Dragon»          | 4:16  | Иккинг ищет в лесу сбитую Ночную Фурию                                  |
| 4       | «Dragon Training»            | 3:11  | Первая тренировка на арене                                              |
| 5       | «Wounded»                    | 1:25  | Ночная Фурия не может выбраться из котлована                            |
| 6       | «The Dragon Book»            | 2:22  | Иккинг читает книгу о драконах                                          |
| 7       | «Focus, Hiccup»              | 2:05  | Тренировка с Змеевиком                                                  |
| 8       | «Forbidden Friendship»       | 4:11  | Сближение Иккинга и Беззубика                                           |
| 9       | «New Tail»                   | 2:48  | Создание и испытание нового элерона                                     |
| 10      | «See You Tomorrow»           | 3:56  | Иккинг применяет на практике знания, полученные от общения с Беззубиком |
| 11      | «Test Drive»                 | 2:36  | Друзья выяснили, на что способны в воздухе                              |
| 12      | «Not So Fireproof»           | 1:12  | Встреча с четырьмя дракончиками                                         |
| 13      | «This Time For Sure»         | 0:44  | Бой за право убить дракона                                              |
| 14      | «Astrid Goes For A Spin»     | 0:43  | Астрид на Беззубике                                                     |
| 15      | «Romantic Flight»            | 1:56  | Романтический полёт                                                     |
| 16      | «Dragon’s Den»               | 2:29  | В логове                                                                |
| 17      | «The Cove»                   | 1:11  | Первый поцелуй                                                          |
| 18      | «The Kill Ring»              | 4:29  | Экзамен                                                                 |
| 19      | «Ready the Ships»            | 5:14  | Викинги готовятся к плаванью                                            |
| 20      | «Battling The Green Death»   | 6:18  | Битва на острове драконов                                               |
| 21      | «Counter Attack»             | 3:05  | Бой между Красной смертью и Беззубиком с Иккингом                       |
| 22      | «Where’s Hiccup»             | 2:44  | Беззубик спас друга; Иккинг очнулся у себя в комнате                    |
| 23      | «Coming Back Around»         | 2:51  | На Олух пришёл Мир                                                      |
| 24      | «Sticks & Stones (Jonsi)»    | 4:06  | Титры                                                                   |
| 25      | «The Vikings Have Their Tea» | 2:03  |                                                                         |

## Критика
На обобщающем критические отзывы ресурсе Rotten Tomatoes из 160 рецензий 98 % положительные, только три рецензии отрицательные.
На кинопортале IMDb рейтинг фильма 8,2 на основании почти 158 тыс. голосов, а на КиноПоиске — 8,5 (83,5 тыс.голосов). На Metacritic мультфильм набрал 74 балла из 100.

### Рецензии в изданиях США
«Много времени посвящено воздушным сражениям и мало характерам и развитию сюжета, но сделано ярко, всё хорошо и позитивно смотрится», — так отозвался известный американский критик Роджер Эберт, дав мультфильму 3 звезды. В своей рецензии он также обратил внимание на шотландский акцент персонажей Стоика и Плеваки, озвученных актёрами, родившимися в Глазго. Это казалось странным не только Роджеру Эберту. Джерард Батлер в своём интервью сказал, что он шотландец, а значит наполовину викинг. Джей Барушель же, защищая своих коллег, называет их персонажей более похожими на викингов, чем остальных. В «USA Today» Клаудиа Пьиг в своей рецензии назвала мультфильм захватывающей сагой с экшен-приключениями и оживляющей 3D-анимацией, неглупой комедией с остроумными диалогами, сказкой с удивительной глубиной очаровательно-трогательной дружбы. «Несмотря на прекрасное разнообразие драконов и захватывающие сцены сражений, настоящее восхищение вызывает дружба двух бывших противников» (рецензия Джо Ньюмайера в «New York Daily News»). Он также положительно отметил озвучивание героев и считает, что изобразить драконов безмолвными было правильной идеей — это придало более классический вид фильму.
Кайл Смит в интернет-версии «New York Post» назвал фильм «Аватаром для простаков». Он считает, что сценарий и шутки придумывали товароведы, а Плевака нужен только для острот. Призывает также одуматься викингов, «ведь эти плотоядные твари как-никак изрыгают огонь, а сколько они при этом выделяют углекислого газа, вы подумали?» А в завершении своего обзора написал: «Никогда не поздно, чтобы ваши дети признали свою культуру жалкой, а чужеземцы, с которыми вечная война, на самом деле дружелюбны, миролюбивы и не поняты». В итоге 2 звезды из 4. Автором ещё одного холодного отзыва стала Элла Тейлор. На сайте «Village Voice» она написала, что мультфильм «Как приручить дракона» представляет собой качественную, но ничем не примечательную сказку.
Richard Corliss в журнале «TIME» сравнил мультфильм «Как приручить дракона» с другими работами «DreamWorks Animation» и анимационными проектами от «Pixar». Пиксар сделал ставку на мультфильмы о тесных семейных и дружеских отношениях: «История игрушек», «Корпорация монстров», «Тачки», «Вверх» и др., в которых соперничество перетекает в дружбу или любовную историю. DreamWorks производит в основном развлекательно-комедийные мультфильмы, но фильм «Как приручить дракона» — исключение. Оба режиссёра смогли со всей убедительностью показать фантастическую историю дружбы, в то время как технический персонал картины воплотил на экране очаровательные пейзажи, и даже не будь фильм выполнен в 3D-технике, он ничего бы при том не проиграл. «Как приручить дракона» серьёзней и амбициозней остальной линейки фильмов от «Дримворкс». Но скорей всего это лишь исключение, а не новое направление, выбранное анимационной студией.

### Отзывы в России
Так же, как и американские критики, российские были восхищены уровнем анимации. Так, Алекс Экслер в своей «субъективной заметке» объявляет анимационную технику главным достоинством мультфильма, отчего он и получил, по его словам, большое удовольствие. К тому же рецензент нашёл в мультфильме скрытое послание в виде морали, которая показывает детям, кто является врагом их «мира». Со своей стороны, Юрий Лущинский видит в мультфильме сюжет с обычными идеями: проблемы в семье, отношения под запретом, поиски себя, при том, что необычны персонажи и само место действия: семья — викинги, дружба с огнедышащим драконом, казалось бы детский вопрос «Кто я?» сопряжён с недетскими приключениями. Опять же и Юрий упоминает о слабом сюжете, но признаёт, что не это главное в данном мультфильме, а главное — милые и правдоподобные персонажи. Пётр Фаворов считает, что это первый шаг компьютерной анимации от аттракциона к искусству. Критики обнаружили некоторые сходства Беззубика с героем Криса Сандерса — Стичем. Не избежал этого и Роман Корнеев в своей рецензии. Замечает это и Александр Алейников, что не удивительно — оба режиссёра принимали участие в создании «Лило и Стич». В сравнении с другими творениями «DreamWorks», анимационный фильм «Как приручить дракона» у автора статьи не без иронии именуется «Шедевром». Что же касается иных идей, например, Дарья Горячева советует человеку умерить самолюбие при общении с природой или, прежде чем махать кулаками, подумать и разобраться в ситуации — над этим, по её словам, зрителям предлагает поразмыслить мультфильм. Дмитрий Жигалов очень серьёзно задумался о показанной дружбе: «она сильнее всех различий — а во-вторых, дороже всех сходств». Кирилл Алёхин замечает, что изменилась мораль, раз дракон лишился части хвоста, мальчику не остаться при своих двоих. Лиза Биргер отметила, что из непритязательной книжки получился прекрасный мультфильм, во многом благодаря тому, что мультфильм заметно отличается от книги. Также драконы сильно напоминают творения Джеймса Камерона. Антон Долин в своей рецензии написал, что в мультфильме сочетаются экологическая пропаганда и пронзительный юмор. Семён Кваша заметил, что вселенная мультфильма хорошо проработана, все герои мотивированы и добиваются своего, драконы летают не просто так, и оторваться от экрана невозможно от начала и до конца. Анна Фёдорова в своей статье была тронута фильмом, рекомендовав его для семейной аудитории, также высоко оценив технологию 3D. А Жанна Сергеева заметила, что тема потерянных частей тела проходит через фильм. Помимо Плеваки и дракона, ноги лишился и главный герой. Но это не мешает ему быть любимым красивой девушкой и уважаемым жителями Олуха.

### Награды и номинации
«DreamWorks Animation» с мультфильмом «Как приручить дракона» одним из первых вступила в гонку за «Оскаром». В компании хотели получить номинацию не только в категории «Лучший анимационный фильм», но и в категории «Лучший фильм года». Главным конкурентом являлся фильм «История игрушек: Большой побег», заработавший более 1 миллиарда долларов в прокате. Он и получил «Оскар», а вместе с ним — награды и остальных престижных премий.
Мультфильм был удостоен множества наград и номинаций в различных категориях, особенно за музыку композитора Джона Пауэлла. Он получил две номинации на 83-й церемонии вручения премии «Оскар» в категориях «Лучший анимационный полнометражный фильм» и «Лучшая музыка к фильму». Он также выиграл десять наград премии «Энни» из пятнадцати возможных номинаций, две Премии Британской Академии в области кино, премию «Выбор критиков» в категории «Лучший анимационный полнометражный фильм» и премию «Золотой глобус» в категории «Лучший анимационный полнометражный фильм».

## Финансовая сторона

### Бюджет и реклама
Фильм обошёлся создателям в 165 млн долларов США, что стало вторым результатом по затратам для компании. Ранее лишь на «Монстров против Пришельцев» потратили больше средств ($175 млн). Анимация «Как приручить дракона» рекламировалась во время зимних Олимпийских игр 2010 года в рамках партнёрства с «NBC», для чего было создано 7 оригинальных роликов о зимних видах спорта. «DreamWorks» заключила договор и с компанией «Wal-Mart», в магазинах которых были установлены корабли викингов и продавалось более 100 различных изделий, связанных с мультфильмом, и корпорацией «McDonald’s». Кроме того, раскрутка мультфильма проходила с помощью старого IT партнёра DreamWorks — компании «Hewlett-Packard». А 24 марта на площади Таймс-сквер в Нью-Йорке в рекламных целях на два дня обосновался 40 футовый корабль викингов. На нём присутствовали Джеффри Катценберг и Америка Феррера.

### Кассовые сборы
Мультфильм «Как приручить дракона» собрал в прокате $494,8 млн: в США и Канаде $217 млн и $277 млн в остальном мире. По состоянию на апрель 2011 года мультфильм на 81 месте по кассовым сборам за всё время и на 9 месте за 2010 год. В первый уикенд в США и Канаде в 4055 кинотеатрах мультфильм уверенно занял лидирующую позицию с $42 млн, а на международной арене лента заработала $30 млн и 2 место, уступив верхнюю строчку фильму «Алиса в стране чудес»; на первом месте анимационный фильм «Как приручить дракона» побывал во второй уикенд с $39 млн В Америке же спустя 5 недель мультфильм, не встретив серьёзных конкурентов, опять занял 1 место. В последний раз такое было в 2005 году с «Хрониками Нарнии». Сборы в России составили $7 млн в первый прокатный уикенд и $23,4 млн за всё время, показав второй результат в Европе.

## Прочее

### Консольная игра
Консольная игра How to Train Your Dragon («Как приручить дракона»), разработанная французской студией Étranges Libellules и изданная американской компанией Activision, была выпущена 23 марта 2010 года для Nintendo DS, Wii, PlayStation 3, Xbox 360. Игра разработана в жанре Action-adventure и позволяет: сразиться с друзьями в коллективном режиме, исследовать остров Олух, создать своего дракона на основе базовых шести, улучшать дракона в тренировках.
Игра рассчитана на детскую и фанатскую аудиторию, поэтому отзывы о ней весьма посредственны. Так, основными минусами называются скучные виды и слабые звуковые эффекты наряду с утомительной «прокачкой» и тренировкой драконов. Что касается геймплея, то было отмечено использование в основном одной-двух кнопок при борьбе, разнообразие вносят комбо-удары, становящиеся доступными при их отработке во время тренировок. Главным плюсом является возможность сразиться с другом и сохранение характеров и внешнего вида персонажей, что в боях даёт почувствовать себя как в кино. В одной из рецензий также отмечены визуальные эффекты, особенно вода и чистота движений персонажей.

### DVD-релиз
В США мультфильм вышел на DVD и Blu-ray 15 октября 2010 года, в состав которых, кроме комментариев создателей и озвучивавших персонажей актёров, вошёл короткометражный фильм «Легенда о Костоломе». Дистрибьютор — Paramount Home Entertainment. В первую же неделю анимация возглавила чарт продаж DVD дисков в США, за 1,874 тыс. копий выручено свыше $39 млн. А по данным на 3 января продано 5,253 тыс. копий на сумму $103 млн.
В России «Как приручить дракона» на дисках выпустила компания «Юниверсал Пикчерс Рус» 2 ноября 2010 года.
| Подробности DVD диска | Подробности DVD диска                           | Подробности DVD диска                                | Подробности DVD диска     |
| --------------------- | ----------------------------------------------- | ---------------------------------------------------- | ------------------------- |
| Формат                | DVD (PAL)                                       |                                                      | Дополнительная информация |
| Региональный код      | 5                                               | Комментарии создателей мультфильма                   |                           |
| Количество слоёв      | DVD-9 (2 слоя)                                  | Команда Викингов                                     |                           |
| Звуковая дорожка      | Английский/русский/украинский Dolby Digital 5.1 | Как создавался дракон                                |                           |
| Формат изображения    | WideScreen 16:9 (2.35:1).                       | Трейлеры: Мегамозг, Шрек навсегда, Повелитель стихий |                           |
| Субтитры              | Английский/русский/украинский                   | Трейлер к игре от Activision «Как приручить дракона» |                           |

### Продолжение
Благодаря успеху фильма глава компании Джеффри Катценберг объявил в The Hollywood Reporter, что сиквел мультфильма выйдет в 2013 году. 11 октября 2010 года информацию о создании второй части подтвердили на официальном сайте. Продюсер не изменится, режиссёром останется только Дин Деблуа, а Крис Сандерс присоединится к ним после окончании работы над «Пещерными людьми» в роли исполнительного продюсера.
В рамках франшизы вышло три короткометражных фильма: Legend of the Boneknapper Dragon (Легенда о Костоломе) (2010), Book of Dragons (Книга драконов) (2011) и Gift of the Night Fury (Подарок Ночной Фурии) (2011).
В 2012 году выпущен одноимённый сериал, компания «DreamWorks Animation» заключила контракт с «Cartoon Network» о его съёмках. В пресс-релизе от 8 марта 2011 года на официальном сайте студии руководство сообщило о переносе даты выхода продолжения мультфильма с 2013 года на 20 июня 2014 года. В декабре 2010 года, генеральный директор DreamWorks Джеффри Катценберг подтвердил, что также будет третий фильм в серии «Как приручить дракона»: «по крайней мере три: может быть, больше, но мы знаем, что есть по крайней мере три главы в этой истории». Дин Деблуа, писатель и директор второго и третьего фильма, заявил, что «Как приручить дракона 2» в настоящее время намеренно разработан как второй акт трилогии: «Есть определённые персонажи и ситуации, которые будут играть определённую роль во втором фильме, сюжет которого подведёт к третьему фильму трилогии». Деблуа сказал в интервью, что третья часть выйдет в 2016 году. В сентябре 2012 года 20th Century Fox и DreamWorks Animation назначили дату выпуска на 18 июня 2016 года, которая впоследствии была изменена на 17 июня 2016 года. Фильм разрабатывается продюсером Бонни Арнольд и исполнительными продюсерами Дином Деблуа и Крисом Сандерсом. Актёры Джей Барушель, Джерард Батлер, Крэйг Фергюсон, Америка Феррера, Джона Хилл, Кристофер Минц-Плассе, Ти Джей Миллер и Кристен Уиг намерены вернуться в третьем фильме.

### Театральное представление
Австралийская компания Global Creatures, известная своим шоу «Прогулка с Динозаврами», в марте 2012 года в Мельбурне представит широкой публике новое театральное действо по мультфильму «Как приручить дракона» под названием «How to Train Your Dragon Arena Spectacular». DreamWorks вложил в Global Creatures 20 млн долларов с условием, что последние будут совершенствовать свою технологию и в числе созданных драконов изготовят и семь летающих. В августе 2011 года состоялась презентация будущего представления с участием двенадцатиметрового в длину и четырёхметрового в высоту Змеевика, пышущего огнём и дымом. После показов в Австралии драконы переберутся в США. Арены, на которых пройдёт шоу, смогут вместить от 4 до 10 тысяч зрителей.
Всего в постановке будет участвовать 24 дракона, из которых пять главных и семь летающих. Режиссёр шоу Nigtl Jamieson участвовал ранее в постановках церемонии открытия Сиднейской олимпиады и «24 hour millenium broadcast». Каждый большой дракон содержит: 24 микропроцессора контроля движения вместе с 15 гидроцилиндрами и 6 гидромоторами каждый, 7 киловатт мощности от 16 переносимых батарей, 132 метра гидравлических шлангов, 90 квадратных метров ткани, 12,2 кубических метра пены, 200 литров краски, 1 километр кабелей в каждом теле. Каждый большой дракон весит 1,6 тонны (стандартная семейная машина) и требует трёх человек для управления. Актёрская труппа состоит из 80 человек, представляющих различные континенты.

### Ремейк
В феврале 2023 года стало известно, что Universal Pictures разрабатывает киноадаптацию с живыми актёрами на основе трилогии DreamWorks Animation. Режиссёром, сценаристом и продюсером фильма выступит Дин Деблуа, а Марк Платт и Адам Сигел — сопродюсерами. В том же месяце Джон Пауэлл, композитор трилогии мультфильмов, объявил, что напишет музыку к фильму. Мейсон Темз сыграет Иккинга, Нико Паркер — Астрид, а Джерард Батлер воплотит роль Стоика Обширного, при этом сам Батлер ранее озвучивал персонажа в анимационной трилогии. Премьера ремейка состоится 13 июня 2025 года.